# Corinthian Football Club
O Corinthian Football Club, ou simplesmente Corinthian, foi uma agremiação esportiva de Londres, na Inglaterra. É reconhecido por muitos como a maior equipe de futebol amador que já existiu. Em suas excursões, doutrinou vários países ao redor do mundo com o seu excelente futebol, inspirando, inclusive, a criação do Sport Club Corinthians Paulista, um dos mais tradicionais clubes do futebol brasileiro. Famosa no início do século XX, a agremiação se fundiu com outro clube inglês de futebol amador, o Casuals, para formar o Corinthian-Casuals Football Club, que, atualmente, disputa a 7ª divisão do campeonato inglês.

## História

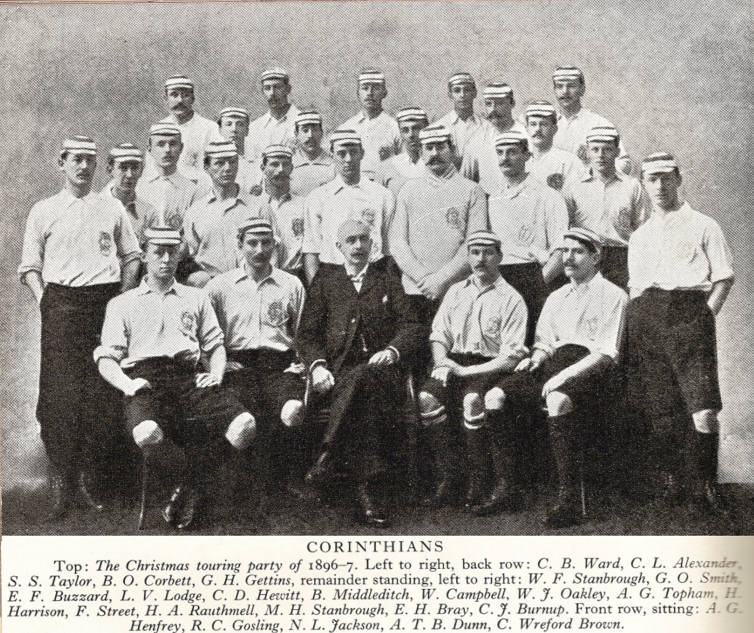
O Corinthian Football Club no período 1896-1897

O clube foi fundado em 1882 por N. Lane Jackson, então sub-secretário da The Football Association, com a intenção de desenvolver o futebol britânico e revelar jogadores capazes de desafiar a supremacia da seleção escocesa de futebol e dos escoceses do Queen's Park, conhecidos como "professores" pela sua superioridade em campo. Jogou em diversas praças esportivas, incluindo algumas famosas como a do Crystal Palace e a do Queen's Club. O novo clube começou disputando apenas partidas amistosas, normalmente contra clubes amadores da região de Londres. Mas a equipa logo se tornaria uma das mais fortes do Reino Unido, tendo cedido dezenas de jogadores para a Seleção Inglesa de Futebol. Durante os anos 1880, a maioria dos capitães da "Tree Lions" (a alcunha da seleção inglesa) eram do Corinthian. Em 1894 e 1895, em duas partidas contra a Seleção Galesa de Futebol, todos os jogadores escalados jogavam pela equipe londrina - apesar de alguns, devido ao caráter amador do clube, também disputarem partidas por outras equipes.
Apesar do imenso sucesso, o Corinthian recusou-se a adotar o profissionalismo, não filiando-se à liga inglesa e nem disputando a Copa da Inglaterra, que, até hoje, permite a inscrição de clubes amadores. Esta recusa se deve ao fato de seu estatuto proibir terminantemente a disputa de "competição, copa ou prêmio de qualquer tipo". Esta "obsessão amadora", aliás, está impressa no nome do time, que, traduzido do inglês, significa "coríntio", ou seja, "o natural da cidade de Corinto" (essa cidade era famosa na Grécia Antiga pelo seu incentivo ao esporte amador).
Em 1900, porém, a equipe quebrou esta regra, participando de e vencendo a Copa do Xerife de Londres, hoje conhecida como Copa da Caridade, e que, na época, reunia os campeões amador e profissional da Inglaterra. O adversário foi o poderoso Aston Villa, que havia vencido quatro dos últimos cinco campeonatos profissionais de futebol na Inglaterra e que é, até hoje, um dos clubes mais importantes e populares do país. Outros resultados expressivos do Corinthian em seu auge foram as vitórias ante os então campeões da Copa da Inglaterra Blackburn Rovers, em 1884, por 8-1, e Derby County, em 1903, por 10-3. Em 1904, o Corinthian venceu o hoje poderoso Manchester United por 11-3, o que é, até hoje, a maior derrota dos "reds".
Depois de filiar-se à Associação Amadora de Futebol da Inglaterra, em 1907, e ser banido por disputar partidas contra clubes profissionais, o Corinthian passou a dedicar-se a excursões, onde pretendia disseminar o futebol pelo mundo. A popularidade do Corinthian era tão grande que, em uma excursão pela Suécia, realizada em 1904, equipes locais realizaram um torneio chamado Copa Corinthian em comemoração à passagem do clube por aquele país. A copa continuaria a ser disputada por alguns anos. Como frutos mais famosos destas viagens, estão o uniforme do Real Madrid, adotado em homenagem ao clube inglês, e o Corinthians Paulista, fundado pouco depois da passagem da equipe pelo Brasil, entre agosto e setembro de 1910.
Nesta excursão, o Corinthian jogou seis jogos e venceu todos, a maioria por placares elásticos, e sempre disputando contra grandes adversários. A primeira partida, realizada no dia 22 de agosto, no Rio de Janeiro, foi contra o Fluminense, e acabou num estrondoso 10 a 1. Também no Rio de Janeiro, o Corinthian ganhou de um combinado local por 8 a 1 e de um combinado brasileiro por 5 a 2. Em São Paulo, as partidas foram contra o então "trio de ferro" local. O Associação Atlética das Palmeiras (sem ligação com o atual Sociedade Esportiva Palmeiras) perdeu por 2 a 0 em 31 de agosto, o Club Athletico Paulistano perdeu por 5 a 0 em 2 de setembro e o São Paulo Athletic Club, de Charles Miller, perdeu por 8 a 0 no dia 4 de setembro.
Mesmo tendo encantado o mundo da bola, o Corinthian perdeu força com a popularização do profissionalismo na Inglaterra, primeiro país a adotar a prática, que só seria implementada no Brasil na década de 1930, em larga escala. Depois do fim da Primeira Guerra Mundial, em 1918, o clube finalmente disputou a Copa da Inglaterra, mas, sem ter como competir diante dos profissionais, obteve pouco sucesso. O clube também disputou a Copa da Caridade em 1927, mas perdeu para o Cardiff City, do País de Gales, por 2-1.
Em 1939, a trajetória do Corinthian teve seu fim quando este fundiu-se ao Casuals, outro clube amador de Londres, para formar o Corinthian-Casuals Football Club. Esta equipe está na ativa até hoje, disputando a segunda divisão do futebol amador inglês - equivalente à sétima divisão do país.

## Títulos
| NACIONAIS | NACIONAIS               | NACIONAIS | NACIONAIS                                                                        |
|           | Competição              | Títulos   | Temporadas                                                                       |
| --------- | ----------------------- | --------- | -------------------------------------------------------------------------------- |
|           | Copa Xerife de Londres  | 3         | 1897-98, 1899-00 e 1903-04                                                       |
|           | Competição              | Vices     | Temporadas                                                                       |
|           | Copa Xerife de Londres  | 9         | 1900-01, 1901-02, 1902-03, 1904-05, 1905-06, 1906-07, 1930-31, 1932-33 e 1933-34 |
|           | Competição              | Vices     | Temporadas                                                                       |
|           | Supercopa da Inglaterra | 1         | 1927                                                                             |

## Jogadores cedidos à seleção Inglesa
Pelo Corinthian, passaram famosos jogadores do amadorismo britânico, como Max Woosnam e C. B. Fry. Outro jogador de renome nas ilhas, o meio-campista Fred Spinksley, que fez fama pelo Sheffield Wednesday e pela seleção nacional, jogou a última partida de sua carreira pelo Corinthian, sendo o único jogador profissional da história do clube. A partida em questão foi a vitória do Corinthian frente o Tottenham Hotspur por 2-1, e Spinksley foi ovacionado pelo estádio.
Devido ao caráter amadorista da equipe, muitos jogadores que foram selecionados para a seleção enquanto jogavam pelo clube também militavam em outro, profissional. Aqui, serão listados apenas os 17 jogadores selecionados cujo único clube à época era o Corinthian.
- Bernard Middleditch (1 vez)
- Bertie Corbett (1 vez)
- C. B. Fry (1 vez)
- Claude Ashton (1 vez)
- Graham Doggart (1 vez)
- Norman Creek (1 vez)
- Anthony Hossack (2 vezes)
- Basil Patchitt (2 vezes)
- Cecil Holden-White (2 vezes)
- Geoffrey Plumpton Wilson (2 vezes)
- Vaughan Lodge (2 vezes)
- Arthur Henfrey (4 vezes)
- Kenneth Hegan (4 vezes)
- Tip Foster (4 vezes)
- Alfred Bower (5 vezes)
- G.O. Smith (7 vezes)

## As excursões

### África do Sul(1897)
Primeira excursão internacional do Corinthian. Lançou uma tradição que se tornaria importante para o clube nos anos seguintes. O time visitou a África do Sul, então colônia britânica, entre junho e julho de 1897, e voltou invicto para a Inglaterra. Foram 23 partidas, 21 vitórias e dois empates.

### África do Sul(1903)
Outra viagem ao continente africano, e outra campanha invicta. Desta vez foram 25 partidas e 25 vitórias.

### Áustria-Hungria(1904)
Tendo tido problemas em realizar uma excursão para o continente americano, o Corinthian visitou o leste europeu em 1904, jogando seis partidas na antiga Áustria-Hungria e vencendo todas.

### Suécia(1904)
Famosa viagem que inspirou a Copa Corinthian, disputada até 1913. Foram seis jogos e seis vitórias inglesas, a maioria destas em campos de cascalho, já que a grama não suportava a temperatura baixa da Escandinávia.

### América do Norte(1906)
Uma das excursões mais comemoradas pelo clube, já que o futebol norte-americano do começo do século era considerado forte para os padrões da época. Canadá e Estados Unidos haviam disputado, em 1895, a primeira partida entre seleções de futebol fora da Inglaterra. Desta vez o Corinthian não terminou invicto, mas venceu 15 dos 18 jogos disputados, perdendo apenas um, para o Fall River, de Massachusetts, sua primeira derrota internacional. O clube marcou 118 gols.

### AlemanhaePaíses Baixos(1906)
O Corinthian jogou ainda quatro jogos na Alemanha e na Holanda em 1906, marcando mais 30 gols, num total de 148 gols em 22 partidas naquele ano, um média de seis gols por jogo.

### África do Sul(1907)
Primeira excursão depois da filiação do clube à Associação Amadora de Futebol da Inglaterra. O Corinthian disputou 24 partidas entre julho e setembro de 1907 na África do Sul, mas seus resultados foram mais modestos do que da última visita ao país, com 12 vitórias, sete empates e cinco derrotas. Uma boa campanha, mas aquém do que vinha demonstrando em excursões anteriores.

### França(1908)
Uma excursão curta, de apenas três jogos em Paris, mas com um saldo positivo de três vitórias para os ingleses.

### SuíçaeÁustria-Hungria(1909)
Mais uma excursão invicta do Corinthian, que disputou quatro partidas, duas na Suíça e duas em Praga, na atual República Tcheca, e venceu três delas.

### Brasil(1910)
Outra excursão invicta, e talvez a mais memorável para os torcedores do atual Corinthian-Casuals. Não só pelos resultados, mas pelo futebol da equipe ter inspirado a fundação de um dos clubes mais populares do Brasil, o Sport Club Corinthians Paulista.

### América do Norte(1911)
Depois de visitar a América do Sul pela primeira vez, o Corinthian voltou para os Estados Unidos e o Canadá, onde disputou 21 jogos e venceu 19, perdendo apenas uma vez.

### Espanha(1911)
Um curto torneio triangular entre equipes amadoras da Espanha, mas que serviu para inspirar o poderoso Real Madrid, que por algumas temporadas adotou calções pretos, de forma a imitar o clube inglês.

### Áustria-Hungria(1912)
Nova visita à cidade de Praga, que começava a se desenvolver futebolisticamente. Nesta excursão o Corinthian jogou cinco vezes e venceu três, perdendo para o Slavia Praga e para uma seleção da região da Boêmia.

### Brasil(1913)
O Corinthian voltou ao Brasil em 1913, quando disputou seis partidas no país. O clube jogou três vezes no Rio de Janeiro e perdeu pela primeira vez em solo nacional para uma seleção carioca. As outras partidas foram contra combinados de jogadores locais e estrangeiros. Em São Paulo os adversários foram o C. A. Paulistano (vitória por 2 a 1), o A. A. Mackenzie College (vitória por 8 a 1) e o A. A. das Palmeiras (empate em 1 a 1)

### França(1921)
O começo da Primeira Guerra Mundial, em 1914, interrompeu as excursões do Corinthian, que ficou oito anos sem jogar fora da Inglaterra. O fim do conflito também viu a decadência do clube e do futebol amador britânico no geral, com a popularização do profissionalismo no país. Mesmo com dificuldades o time não fez feio na França, vencendo o Red Star Paris, um dos clubes mais importantes da França no primeiro quarto do século XX, e o Olympique Lillois, que depois daria origem ao atual Lille OSC.

### Países BaixoseDinamarca(1922)
Outra excursão vitoriosa. O Corinthian jogou seis partidas na Dinamarca e na Holanda em 1922, venceu cinco delas e perdeu apenas uma.

### Países BaixoseBélgica(1923)
Nova viagem para a Holanda, desta vez com uma passagem pela Bélgica. Desta vez Corinthian venceu apenas duas vezes e sofreu e quatro derrotas. Esta foi a primeira excursão em que o Corinthian voltou para a Inglaterra com resultado geral negativo.

### América do Norte(1924)
Última excursão do Corinthian para fora da Europa, resultou em um saldo de nove vitórias, três empates e sete derrotas. Os jogos nos Estados Unidos salvaram a excursão do time, que ganhou apenas duas vezes contra adversários canadenses.

### DinamarcaeAlemanha(1928)
Última excursão do clube com o nome Corinthian antes da fusão com o Casuals. Foram seis jogos com duas vitórias, um empate e apenas uma derrota, mas doída, por 6 a 3 diante do Kjøbenhavns Boldklub, da Dinamarca, atual F.C. Copenhagen. Esta foi a primeira e única vez que o Corinthian sofreu mais de seis gols em uma partida internacional.